# Torsåker (Hofors)
Torsåker è un'area urbana della Svezia situata nel comune di Hofors, contea di Gävleborg.
La popolazione rilevata nel censimento 2010 era di 899 abitanti .